# Benjamin (Familienname)
Benjamin ist ein Familienname, der auch als Vorname genutzt wird. Zur Etymologie siehe Benjamin (Vorname).

## Namensträger

### Künstlername
- Benjamin (* 1974), chinesischer Comiczeichner

### A
- Ada Benjamin (* 1994), nigerianische Sprinterin
- Adam Benjamin (1935–1982), US-amerikanischer Politiker
- Alec Benjamin (* 1994), US-amerikanischer Singer-Songwriter
- Alfred Benjamin (1911–1942), deutscher Widerstandskämpfer
- Arthur Benjamin (1893–1960), australischer Komponist
- Arthur T. Benjamin (* 1961), US-amerikanischer Mathematiker und Zauberkünstler
- Asher Benjamin (1773–1845), US-amerikanischer Architekt

### B
- Bennie Benjamin (Claude A. Benjamin; 1907–1989), US-amerikanischer Songwriter
- Benny Benjamin (1925–1969), US-amerikanischer Schlagzeuger
- Bijan Benjamin (* 1983), deutscher Filmemacher
- Brian Benjamin (* 1976), US-amerikanischer Politiker
- Brooke Benjamin (1929–1995), britischer angewandter Mathematiker

### C
- Camille Benjamin (* 1966), US-amerikanische Tennisspielerin
- Carl Benjamin (* 1979), britischer YouTuber und politischer Kommentator
- Casey Benjamin (1978–2024), US-amerikanischer Jazzmusiker, Produzent und Songwriter
- Chloe Benjamin (* 1988), US-amerikanische Schriftstellerin
- Cletus Joseph Benjamin (1909–1961), Weihbischof in Philadelphia
- Collin Benjamin (* 1978), namibischer Fußballspieler
- Conrad Benjamin (1869–1940), deutscher Althistoriker und Gymnasiallehrer
- Corey Benjamin (* 1978), US-amerikanischer Basketballspieler

### D
- Daniel Benjamin (* 1979), deutscher Musiker, siehe Daniel Benyamin
- David Benjamin (auch Dawud Benyamin;  1867–um 1940), persischer Priester und Islam-Konvertit, siehe David Benjamin Keldani
- David A. Benjamin (* 1945), US-amerikanischer Journalist, Sportfunktionär und Sachbuchautor
- Dora Benjamin (1901–1946), deutsche Nationalökonomin, Sozialwissenschaftlerin und Psychologin
- Dora Benjamin, Ehename von Dora Schaul (1913–1999), deutsche Widerstandskämpferin
- Dora Sophie Benjamin (1890–1964), deutsche Schriftstellerin, Journalistin und Übersetzerin, siehe Dora Sophie Kellner

### E
- Eno Benjamin (* 1999), US-amerikanischer American-Football-Spieler
- Eric Benjamin (1920–1994), Bischof von Darjeeling
- Erich Benjamin (1880–1943), deutscher Heilpädagoge
- Ethel Benjamin (1875–1943), neuseeländische Juristin

### F
- Floella Benjamin, Baroness Benjamin (* 1949), britische Schauspielerin, Autorin und Politikerin
- Foster Hendrickson Benjamin (1895–1936), US-amerikanischer Insektenkundler

### G
- Georg Benjamin (1895–1942), deutscher Arzt und Widerstandskämpfer
- George Benjamin (* 1960), britischer Komponist und Dirigent

### H
- H. Jon Benjamin (Harry Jon Benjamin; * 1966), US-amerikanischer Fernsehproduzent, Regisseur, Autor und Schauspieler
- Harry Benjamin (1885–1986), deutschamerikanischer Psychologe
- Hermann Benjamin (1900–1936), deutscher Musikverleger
- Hilde Benjamin (1902–1989), deutsche Justizministerin (SED)

### I
- Ivan Benjamin (* 1962), sierra-leonischer Sprinter

### J
- Jaida Benjamin (* 1994), US-amerikanische Schauspielerin
- Jean-Joseph Benjamin-Constant (1845–1902), französischer Maler und Grafiker
- Jessica Benjamin (* 1946), US-amerikanische Psychoanalytikerin
- Joe Benjamin (1919–1974), US-amerikanischer Jazzbassist
- Joel Benjamin (* 1964), US-amerikanischer Schachgroßmeister
- John F. Benjamin (1817–1877), US-amerikanischer Politiker
- Josef Israel Benjamin (1818–1864), rumänischer Kaufmann und Weltreisender in Afrika, Amerika und Europa, siehe Benjamin II.
- Judah Philip Benjamin (1811–1884), US-amerikanischer Politiker
- Junior Benjamin (* 1992), antiguanischer Fußballspieler

### K
- Karl Benjamin (1925–2012), US-amerikanischer Maler
- Kelsey Benjamin (* 1999), guyanischer Fußballspieler
- Kelvin Benjamin (* 1991), US-amerikanischer American-Football-Spieler
- Kion Benjamin (* 2000), Sprinter aus Trinidad und Tobago
- Kurlson Benjamin (* 1984), Fußballspieler aus Dominica

### L
- Lakecia Benjamin (* 1982), US-amerikanische Funk- und Jazzmusikerin
- Lester Benjamin (* 1963), Weitspringer aus Antigua und Barbuda
- Ludwig Benjamin (1855–1945), deutscher Schiffbauingenieur

### M
- Marc Benjamin (* 1986), Schweizer Schauspieler
- Mario Benjamin (* 1964), haitianischer Künstler
- Martin Benjamin (* 1977), niederländischer Bahnradsportler
- Matthew Benjamin (* 1977), walisischer Squashspieler
- Medea Benjamin (* 1952), US-amerikanische Aktivistin
- Megan Benjamin (* 1988), US-amerikanische Voltigiererin
- Michael Benjamin (1932–2000), deutscher Politiker (PDS) und Rechtswissenschaftler
- Miles Benjamin (* 1988), englischer Rugbyspieler

### N
- Nick Benjamin (1946–2018), deutscher Off-Sprecher, Sänger, Moderator und Schauspieler

### P
- Paul Benjamin (Schauspieler) (1938–2019), amerikanischer Schauspieler

### R
- Rai Benjamin (* 1997), US-amerikanischer Hürdenläufer und Sprinter
- Raymond Conway Benjamin (1925–2016), australischer Geistlicher, Bischof von Townsville
- Regina Benjamin (* 1956), US-amerikanische Medizinerin
- René Benjamin (1885–1948), französischer Schriftsteller und Journalist
- Richard Benjamin (* 1938), US-amerikanischer Schauspieler und Regisseur
- Robert Benjamin (1909–1979), US-amerikanischer Filmproduzent, Rechtsanwalt und Manager
- Ruha Benjamin, Soziologin und Hochschullehrerin

### S
- Sathima Bea Benjamin (1936–2013), südafrikanische Jazzsängerin
- Shelton Benjamin (* 1975), US-amerikanischer Ringer und Wrestler
- Stan Benjamin (1914–2009), US-amerikanischer Baseballspieler
- Steadroy Benjamin, antiguanischer Politiker
- Steve Benjamin (* 1955), US-amerikanischer Segler
- Stuart Benjamin (* 1946), US-amerikanischer Filmproduzent

### T
- Taylor Benjamin (* 1990), guyanischer Fußballspieler
- Tiana Benjamin (* 1984), britische Schauspielerin
- Timothy Benjamin (* 1982), britischer Leichtathlet

### W
- Walter Benjamin (1892–1940), deutscher Schriftsteller und Philosoph